# Список прем'єр-міністрів Йорданії
У статті подано список прем'єр-міністрів Йорданії від 1921 року.

## Список
| Ім'я                                                 | Ім'я                                   | Портрет | Роки життя | Початок повноважень | Закінчення повноважень         | Політична партія                 | Монарх     |
| ---------------------------------------------------- | -------------------------------------- | ------- | ---------- | ------------------- | ------------------------------ | -------------------------------- | ---------- |
| • Емірат Зайордання (1921—1946) •                    |                                        |         |            |                     |                                |                                  |            |
| 1                                                    | Рашид Таліа                            |         | 1877–1926  | 11 квітня 1921      | 5 серпня 1921                  | Партія Незалежності              | Абдулла    |
| 2                                                    | Мазхар Раслан (1-й кабінет)            |         | 1886–1948  | 15 серпня 1921      | 10 березня 1922                | Безпартійний                     | Абдулла    |
| 3                                                    | Алі Ріда аль-Рікабі (1-й кабінет)      |         | 1864–1943  | 10 березня 1922     | 1 лютого 1923                  | Військовик                       | Абдулла    |
|                                                      | Мазхар Раслан (2-й кабінет) в. о.      |         | 1886–1948  | 1 лютого 1923       | 5 вересня 1923                 | Безпартійний                     | Абдулла    |
| 4                                                    | Хасан Халід Абу аль-Гуда (1-й кабінет) |         | 1871–1936  | 5 вересня 1923      | 3 березня 1924                 | Безпартійний                     | Абдулла    |
| 5                                                    | Алі Ріда аль-Рікабі (2-й кабінет)      |         | 1864–1943  | 3 березня 1924      | 26 червня 1926                 | Військовик                       | Абдулла    |
| 6                                                    | Хасан Халід Абу аль-Гуда (2-й кабінет) |         | 1871–1936  | 26 червня 1926      | 22 лютого 1931                 | Безпартійний                     | Абдулла    |
| 7                                                    | Абдалла Саррадж                        |         | 1876–1949  | 22 Лютого 1931      | 18 жовтня 1933                 | Безпартійний                     | Абдулла    |
| 8                                                    | Ібрагім Хашем (1-й кабінет)            |         | 1878–1958  | 18 жовтня 1933      | 28 вересня 1938                | Безпартійний                     | Абдулла    |
| 9                                                    | Тауфік Абу аль-Гуда (1-й кабінет)      |         | 1894–1956  | 28 вересня 1938     | 15 жовтня 1944                 | Безпартійний                     | Абдулла    |
| 10                                                   | Самір ар-Ріфаї (1-й кабінет)           |         | 1901–1965  | 15 жовтня 1944      | 19 травня 1945                 | Безпартійний                     | Абдулла    |
| 11                                                   | Ібрагім Хашем (2-й кабінет)            |         | 1878–1958  | 19 травня 1945      | 25 травня 1946                 | Безпартійний                     | Абдулла    |
| • Хашимітське королівство Йорданія (від 1946 року) • |                                        |         |            |                     |                                |                                  |            |
| 11                                                   | Ібрагім Хашем (2-й кабінет)            |         | 1878–1958  | 25 травня 1946      | 4 лютого 1947                  | Безпартійний                     | Абдулла    |
| 12                                                   | Самір ар-Ріфаї (2-й кабінет)           |         | 1901–1965  | 4 лютого 1947       | 28 грудня 1947                 | Безпартійний                     | Абдулла    |
| 13                                                   | Тауфік Абу аль-Гуда (2-й кабінет)      |         | 1894–1956  | 28 грудня 1947      | 12 квітня 1950                 | Безпартійний                     | Абдулла    |
| 14                                                   | Саїд аль-Муфті (1-й кабінет)           |         | 1898–1989  | 12 квітня 1950      | 4 грудня 1950                  | Безпартійний                     | Абдулла    |
| 15                                                   | Самір ар-Ріфаї (3-й кабінет)           |         | 1901–1965  | 4 грудня 1950       | 25 липня 1951                  | Безпартійний                     | Абдулла    |
| 16                                                   | Тауфік Абу аль-Гуда (3-й кабінет)      |         | 1894–1956  | 25 липня 1951       | 5 травня 1953                  | Безпартійний                     | Талал      |
| 17                                                   | Фавзі аль-Мулькі                       |         | 1910–1962  | 5 травня 1953       | 4 травня 1954                  | Безпартійний                     | Хусейн     |
| 18                                                   | Тауфік Абу аль-Гуда (4-й кабінет)      |         | 1894–1956  | 4 травня 1954       | 30 травня 1955                 | Безпартійний                     | Хусейн     |
| 19                                                   | Саїд аль-Муфті (2-й кабінет)           |         | 1898–1989  | 30 травня 1955      | 15 грудня 1955                 | Безпартійний                     | Хусейн     |
| 20                                                   | Хазза аль-Маджалі (1-й кабінет)        |         | 1917–1960  | 15 грудня 1955      | 21 грудня 1955                 | Безпартійний                     | Хусейн     |
|                                                      | Ібрагім Хашем (3-й кабінет) в. о.      |         | 1878–1958  | 21 грудня 1955      | 8 січня 1956                   | Безпартійний                     | Хусейн     |
| 21                                                   | Самір ар-Ріфаї (4-й кабінет)           |         | 1901–1965  | 8 січня 1956        | 22 травня 1956                 | Безпартійний                     | Хусейн     |
| 22                                                   | Саїд аль-Муфті (3-й кабінет)           |         | 1898–1989  | 22 травня 1956      | 1 липня 1956                   | Безпартійний                     | Хусейн     |
| 23                                                   | Ібрагім Хашем (4-й кабінет)            |         | 1878–1958  | 1 липня 1956        | 29 жовтня 1956                 | Безпартійний                     | Хусейн     |
| 24                                                   | Сулейман Набулсі                       |         | 1908–1976  | 29 жовтня 1956      | 13 квітня 1957                 | Національна соціалістична партія | Хусейн     |
| 25                                                   | Абдельхалім аль-Німр                   |         | 1895–1966  | 13 квітня 1957      | 15 квітня 1957                 | Безпартійний                     | Хусейн     |
| 26                                                   | Хусейн аль-Халіді                      |         | 1895–1966  | 15 квітня 1957      | 24 квітня 1957                 | Безпартійний                     | Хусейн     |
| 27                                                   | Ібрагім Хашем (5-й кабінет)            |         | 1878–1958  | 24 квітня 1957      | 18 травня 1958                 | Безпартійний                     | Хусейн     |
| 28                                                   | Самір ар-Ріфаї (5-й кабінет)           |         | 1901–1965  | 18 Травня 1958      | 6 Травня 1959                  | Безпартійний                     | Хусейн     |
| 29                                                   | Хазза аль-Маджалі (2-й кабінет)        |         | 1917–1960  | 6 травня 1959       | 29 серпня 1960 (вбитий)        | Безпартійний                     | Хусейн     |
| 30                                                   | Бахджат Талхуні (1-й кабінет)          |         | 1913–1994  | 29 серпня 1960      | 28 січня 1962                  | Безпартійний                     | Хусейн     |
| 31                                                   | Васфі аль-Таль (1-й кабінет)           |         | 1919–1971  | 28 січня 1962       | 27 березня 1963                | Безпартійний                     | Хусейн     |
| 32                                                   | Самір ар-Ріфаї (6-й кабінет)           |         | 1901–1965  | 27 березня 1963     | 21 квітня 1963                 | Безпартійний                     | Хусейн     |
| 33                                                   | Хусейн ібн Насер (1-й кабінет)         |         | 1902–1982  | 21 квітня 1963      | 6 липня 1964                   | Безпартійний                     | Хусейн     |
| 34                                                   | Бахджат Талхуні (2-й кабінет)          |         | 1913–1994  | 6 липня 1964        | 14 лютого 1965                 | Безпартійний                     | Хусейн     |
| 35                                                   | Васфі аль-Таль (2-й кабінет)           |         | 1919–1971  | 14 лютого 1965      | 4 березня 1967                 | Безпартійний                     | Хусейн     |
| 36                                                   | Хусейн ібн Насер (2-й кабінет)         |         | 1902–1982  | 4 березня 1967      | 23 квітня 1967                 | Безпартійний                     | Хусейн     |
| 37                                                   | Саад Джумаа                            |         | 1916–1979  | 23 квітня 1967      | 7 жовтня 1967                  | Безпартійний                     | Хусейн     |
| 38                                                   | Бахджат Талхуні (3-й кабінет)          |         | 1913–1994  | 7 жовтня 1967       | 24 березня 1969                | Безпартійний                     | Хусейн     |
| 39                                                   | Абдельмунім ар-Ріфаї (1-й кабінет)     |         | 1917–1985  | 24 березня 1969     | 13 серпня 1969                 | Безпартійний                     | Хусейн     |
| 40                                                   | Бахджат Талхуні (4-й кабінет)          |         | 1913–1994  | 13 серпня 1969      | 27 червня 1970                 | Безпартійний                     | Хусейн     |
| 41                                                   | Абдельмунім ар-Ріфаї (2-й кабінет)     |         | 1917–1985  | 27 червня 1970      | 16 вересня 1970                | Безпартійний                     | Хусейн     |
| 42                                                   | Мухаммад Дауд                          |         | 1914–1972  | 16 вересня 1970     | 26 вересня 1970                | Безпартійний                     | Хусейн     |
| 43                                                   | Ахмад Тукан                            |         | 1903–1981  | 26 вересня 1970     | 28 жовтня 1970                 | Безпартійний                     | Хусейн     |
| 44                                                   | Васфі аль-Таль (3-й кабінет)           |         | 1919–1971  | 28 жовтня 1970      | 28 Листопада 1971 (вбитий)     | Безпартійний                     | Хусейн     |
| 45                                                   | Ахмад аль-Лавзі                        |         | 1925–2014  | 29 листопада 1971   | 26 травня 1973                 | Безпартійний                     | Хусейн     |
| 46                                                   | Заїд аль-Ріфаї (1-й кабінет)           |         | 1936–2024  | 26 травня 1973      | 13 липня 1976                  | Безпартійний                     | Хусейн     |
| 47                                                   | Мудар Бадран (1-й кабінет)             |         | 1934–2023  | 13 Липня 1976       | 19 Грудня 1979                 | Безпартійний                     | Хусейн     |
| 48                                                   | Абдельгамід Шараф                      |         | 1939–1980  | 19 грудня 1979      | 3 липня 1980 (помер на посаді) | Безпартійний                     | Хусейн     |
| 49                                                   | Кассім аль-Рімаві                      |         | 1918–1982  | 3 липня 1980        | 28 серпня 1980                 | Безпартійний                     | Хусейн     |
| 50                                                   | Мудар Бадран (2-й кабінет)             |         | 1934–2023  | 28 серпня 1980      | 10 січня 1984                  | Безпартійний                     | Хусейн     |
| 51                                                   | Ахмад аль-Убайдат                      |         | 1938–      | 10 січня 1984       | 4 квітня 1985                  | Безпартійний                     | Хусейн     |
| 52                                                   | Заїд аль-Ріфаї (2-й кабінет)           |         | 1936–2024  | 4 квітня 1985       | 27 квітня 1989                 | Безпартійний                     | Хусейн     |
| 53                                                   | Зайд ібн Шакер (1-й кабінет)           |         | 1934–2002  | 27 квітня 1989      | 4 грудня 1989                  | Безпартійний                     | Хусейн     |
| 54                                                   | Мудар Бадран (3-й кабінет)             |         | 1934–2023  | 4 Грудня 1989       | 19 Червня 1991                 | Безпартійний                     | Хусейн     |
| 55                                                   | Тахер аль-Масрі                        |         | 1942–      | 19 червня 1991      | 21 листопада 1991              | Безпартійний                     | Хусейн     |
| 56                                                   | Зайд ібн Шакер (2-й кабінет)           |         | 1934–2002  | 21 Листопада 1991   | 29 Травня 1993                 | Безпартійний                     | Хусейн     |
| 57                                                   | Абдельсалам аль-Маджалі (1-й кабінет)  |         | 1925–      | 29 травня 1993      | 7 січня 1995                   | Безпартійний                     | Хусейн     |
| 58                                                   | Зайд ібн Шакер (3-й кабінет)           |         | 1934–2002  | 7 січня 1995        | 4 лютого 1996                  | Безпартійний                     | Хусейн     |
| 59                                                   | Абделькарім аль-Кабаріті               |         | 1949–      | 4 лютого 1996       | 9 березня 1997                 | Безпартійний                     | Хусейн     |
| 60                                                   | Абдельсалам аль-Маджалі (2-й кабінет)  |         | 1925–      | 9 березня 1997      | 20 серпня 1998                 | Безпартійний                     | Хусейн     |
| 61                                                   | Файєз ат-Таравне (1-й кабінет)         |         | 1949–2021  | 20 серпня 1998      | 4 березня 1999                 | Безпартійний                     | Хусейн     |
| 62                                                   | Абдельрауф ар-Равабде                  |         | 1939–      | 4 березня 1999      | 19 червня 2000                 | Безпартійний                     | Абдалла II |
| 63                                                   | Алі Абу-Рагеб                          |         | 1946–      | 19 червня 2000      | 25 жовтня 2003                 | Безпартійний                     | Абдалла II |
| 64                                                   | Фейсал аль-Файєз                       |         | 1952–      | 25 жовтня 2003      | 6 квітня 2005                  | Безпартійний                     | Абдалла II |
| 65                                                   | Аднан Бадран                           |         | 1935–      | 6 квітня 2005       | 27 листопада 2005              | Безпартійний                     | Абдалла II |
| 66                                                   | Маруф аль-Бахіт (1-й кабінет)          |         | 1947–2023  | 27 листопада 2005   | 25 листопада 2007              | Безпартійний                     | Абдалла II |
| 67                                                   | Надер ад-Дахабі                        |         | 1946–      | 25 листопада 2007   | 14 грудня 2009                 | Безпартійний                     | Абдалла II |
| 68                                                   | Самір ар-Ріфаї                         |         | 1966–      | 14 грудня 2009      | 9 лютого 2011                  | Безпартійний                     | Абдалла II |
| 69                                                   | Маруф аль-Бахіт (2-й кабінет)          |         | 1947–2023  | 9 лютого 2011       | 24 жовтня 2011                 | Безпартійний                     | Абдалла II |
| 70                                                   | Аун аль-Хасауна                        |         | 1950–      | 24 жовтня 2011      | 2 травня 2012                  | Безпартійний                     | Абдалла II |
| 71                                                   | Файєз ат-Таравне (2-й кабінет)         |         | 1949–2021  | 2 травня 2012       | 11 жовтня 2012                 | Безпартійний                     | Абдалла II |
| 72                                                   | Абдалла Енсур                          |         | 1939–      | 11 жовтня 2012      | 1 червня 2016                  | Безпартійний                     | Абдалла II |
| 73                                                   | Хані аль-Мулькі                        |         | 1951–      | 1 червня 2016       | 14 червня 2018                 | Безпартійний                     | Абдалла II |
| 74                                                   | Омар Раззаз                            |         | 1960–      | 14 червня 2018      | 12 жовтня 2020                 | Безпартійний                     | Абдалла II |
| 75                                                   | Бішер аль-Хасауна                      |         | 1969-      | 12 жовтня 2020      |                                |                                  |            |